# Cyclassics Hamburg 2009
De Vattenfall Cyclassics 2009 was de 14e editie van deze wielerwedstrijd in en rond Hamburg en de vierde onder deze naam. De ruim 216 kilometer lange eendagskoers werd verreden op 16 augustus 2009. Ondanks drie beklimmingen van de Waseberg en een groot aantal demarrages in de finale liep de koers uit op een massasprint. Deze werd gewonnen door de Amerikaan Tyler Farrar, die daarmee zijn eerste grote wielerwedstrijd won.

## Uitslag
| Rang | Naam             | Land             | Ploeg             | Tijd      |
| ---- | ---------------- | ---------------- | ----------------- | --------- |
| 1    | Tyler Farrar     | Verenigde Staten | Garmin-Slipstream | 5u 30'38" |
| 2    | Matti Breschel   | Denemarken       | Team Saxo Bank    | z.t.      |
| 3    | Gerald Ciolek    | Duitsland        | Team Milram       | z.t.      |
| 4    | Allan Davis      | Australië        | Quick Step        | z.t.      |
| 5    | Koldo Fernández  | Spanje           | Euskaltel-Euskadi | z.t.      |
| 6    | Davide Viganò    | Italië           | Fuji-Servetto     | z.t.      |
| 7    | Daniele Bennati  | Italië           | Liquigas          | z.t.      |
| 8    | Fabio Sabatini   | Italië           | Liquigas          | z.t.      |
| 9    | Marco Bandiera   | Italië           | Lampre            | z.t.      |
| 10   | Jacopo Guarnieri | Italië           | Liquigas          | z.t.      |

1996 · 
1997 · 
1998 · 
1999 · 
2000 · 
2001 · 
2002 · 
2003 · 
2004 · 
2005 · 
2006 · 
2007 · 
2008 · 
2009 · 
2010 · 
2011 · 
2012 ·
2013 · 
2014 ·  
2015 ·  
2016 ·  
2017 · 
2018 · 
2019 · 
2020 · 
2021 · 
2022 · 
2023 ·
2024 ·
2025
 Tour Down Under · 
 Ronde van Vlaanderen · 
 Ronde van het Baskenland · 
 Gent-Wevelgem · 
 Amstel Gold Race · 
 Ronde van Romandië · 
 Ronde van Catalonië · 
 Critérium du Dauphiné Libéré · 
 Ronde van Zwitserland · 
 Clásica San Sebastián · 
 Ronde van Polen · 
 Vattenfall Cyclassics · 
  Eneco Tour · 
 GP Ouest France-Plouay